# Pizza mexicana
La pizza mexicana es un tipo de pizza elaborada con los ingredientes habituales de la cocina mexicana. El origen de esta pizza se da en Tijuana, Baja California, pero algunos dicen que según no es originaria de México, de donde viene realmente esta pizza es de orígenes japoneses e italianos, al emplear ingredientes como por ejemplo: tomatillos, elote, carne de puerco, pollo o res, queso, cilantro, gambas, etc.

## Características
La pizza mexicana no contiene un número establecido de ingredientes, resulta ser más un concepto que imita a los ingredientes de algunos platos de origen mexicano. Por esta razón se denomina a veces como: "Mexicana". Los ingredientes fundamentados en el tomate, el aguacate, en los frijoles refritos, jalapeños, carne picada y queso cheddar. En algunos casos se incluyen ingredientes similares a los empleados en las enchiladas, enfrijoladas entomatadas, etc. A veces se emplean salsas como la salsa marinara.